# Deltagare i Tour de France 2006
Tour de France 2006 - Deltagare innehåller cyklisterna som deltog i Tour de France 2006 mellan 1 och 23 juli. Tidigare har varje lag i det årliga Tour de France innehållit nio cyklister, men efter Opercaión Puerto (dopingutredning) så gavs såväl Astana-Würth Team som fyra individuella cyklister (Ivan Basso (CSC), Jan Ullrich (TMO), Oscar Sevilla (TMO) och Francisco Mancebo (A2R) inte tillåtelse att starta.
| Discovery Channel Pro Cycling Team DSC | Discovery Channel Pro Cycling Team DSC | Discovery Channel Pro Cycling Team DSC | Discovery Channel Pro Cycling Team DSC | Discovery Channel Pro Cycling Team DSC |
| -------------------------------------- | -------------------------------------- | -------------------------------------- | -------------------------------------- | -------------------------------------- |
| Nr                                     |                                        | Ålder                                  |                                        | Pos.                                   |
| 1                                      | José Azevedo                           | 32                                     | Portugal                               | 19                                     |
| 2                                      | Vjatjeslav Jekimov                     | 40                                     | Ryssland                               | 84                                     |
| 3                                      | George Hincapie                        | 33                                     | USA                                    | 32                                     |
| 4                                      | Egoi Martínez                          | 28                                     | Spanien                                | 42                                     |
| 5                                      | Benjamín Noval                         | 27                                     | Spanien                                | DNF                                    |
| 6                                      | Pavel Padrnos                          | 35                                     | Tjeckien                               | 65                                     |
| 7                                      | Jaroslav Popovytj                      | 26                                     | Ukraina                                | 25                                     |
| 8                                      | José Luis Rubiera                      | 33                                     | Spanien                                | 92                                     |
| 9                                      | Paolo Savoldelli                       | 33                                     | Italien                                | DNF                                    |
| Sportdirektör: Johan Bruyneel          |                                        |                                        |                                        |                                        |

| Team CSC CSC               | Team CSC CSC         | Team CSC CSC | Team CSC CSC | Team CSC CSC |
| -------------------------- | -------------------- | ------------ | ------------ | ------------ |
| Nr                         |                      | Ålder        |              | Pos.         |
| 11                         | Bobby Julich         | 34           | USA          | DNF          |
| 12                         | Giovanni Lombardi    | 37           | Italien      | DNF          |
| 13                         | Stuart O'Grady       | 32           | Australien   | 91           |
| 14                         | Carlos Sastre        | 31           | Spanien      | 4            |
| 15                         | Fränk Schleck        | 26           | Luxemburg    | 11           |
| 16                         | Christian Vandevelde | 30           | USA          | 24           |
| 17                         | Jens Voigt           | 34           | Tyskland     | 53           |
| 18                         | David Zabriskie      | 27           | USA          | 74           |
| Sportdirektör: Bjarne Riis |                      |              |              |              |

| T-Mobile Team TMO          | T-Mobile Team TMO | T-Mobile Team TMO | T-Mobile Team TMO | T-Mobile Team TMO |
| -------------------------- | ----------------- | ----------------- | ----------------- | ----------------- |
| Nr                         |                   | Ålder             |                   | Pos.              |
| 21                         | Andreas Klöden    | 30                | Tyskland          | 3                 |
| 22                         | Giuseppe Guerini  | 36                | Italien           | 26                |
| 23                         | Sergej Gontjar    | 35                | Ukraina           | 52                |
| 24                         | Matthias Kessler  | 27                | Tyskland          | 54                |
| 25                         | Eddy Mazzoleni    | 32                | Italien           | 27                |
| 26                         | Michael Rogers    | 26                | Australien        | 10                |
| 27                         | Patrik Sinkewitz  | 25                | Tyskland          | 23                |
| Sportdirektör: Olaf Ludwig |                   |                   |                   |                   |

| Ag2r Prévoyance A2R           | Ag2r Prévoyance A2R | Ag2r Prévoyance A2R | Ag2r Prévoyance A2R | Ag2r Prévoyance A2R |
| ----------------------------- | ------------------- | ------------------- | ------------------- | ------------------- |
| Nr                            |                     | Ålder               |                     | Pos.                |
| 31                            | Christophe Moreau   | 35                  | Frankrike           | 8                   |
| 32                            | José Luis Arrieta   | 35                  | Spanien             | 28                  |
| 33                            | Mikel Astarloza     | 26                  | Spanien             | 36                  |
| 34                            | Sylvain Calzati     | 27                  | Frankrike           | 34                  |
| 35                            | Cyril Dessel        | 31                  | Frankrike           | 7                   |
| 36                            | Samuel Dumoulin     | 25                  | Frankrike           | 120                 |
| 37                            | Simon Gerrans       | 26                  | Australien          | 79                  |
| 38                            | Stéphane Goubert    | 36                  | Frankrike           | 37                  |
| Sportdirektör: Vincent Lavenu |                     |                     |                     |                     |

| Gerolsteiner GST              | Gerolsteiner GST | Gerolsteiner GST | Gerolsteiner GST | Gerolsteiner GST |
| ----------------------------- | ---------------- | ---------------- | ---------------- | ---------------- |
| Nr                            |                  | Ålder            |                  | Pos.             |
| 41                            | Levi Leipheimer  | 32               | USA              | 13               |
| 42                            | Markus Fothen    | 24               | Tyskland         | 15               |
| 43                            | David Kopp       | 27               | Tyskland         | DNF              |
| 44                            | Sebastian Lang   | 26               | Tyskland         | 66               |
| 45                            | Ronny Scholz     | 28               | Tyskland         | 96               |
| 46                            | Georg Totschnig  | 35               | Österrike        | 47               |
| 47                            | Fabian Wegmann   | 26               | Tyskland         | 68               |
| 48                            | Peter Wrolich    | 32               | Österrike        | 135              |
| 49                            | Beat Zberg       | 35               | Schweiz          | DNF              |
| Sportdirektör: Renate Holczer |                  |                  |                  |                  |

| Rabobank RAB                  | Rabobank RAB        | Rabobank RAB | Rabobank RAB  | Rabobank RAB |
| ----------------------------- | ------------------- | ------------ | ------------- | ------------ |
| Nr                            |                     | Ålder        |               | Pos.         |
| 51                            | Denis Mensjov       | 28           | Ryssland      | 6            |
| 52                            | Michael Boogerd     | 34           | Nederländerna | 14           |
| 53                            | Bram de Groot       | 21           | Nederländerna | DNF          |
| 54                            | Erik Dekker         | 35           | Nederländerna | DNF          |
| 55                            | Juan Antonio Flecha | 28           | Spanien       | 82           |
| 56                            | Oscar Freire        | 30           | Spanien       | DNF          |
| 57                            | Joost Posthuma      | 25           | Nederländerna | 85           |
| 58                            | Michael Rasmussen   | 32           | Danmark       | 18           |
| 59                            | Pieter Weening      | 25           | Nederländerna | 93           |
| Sportdirektörs: Theo de Rooij |                     |              |               |              |

| Davitamon-Lotto DVL         | Davitamon-Lotto DVL | Davitamon-Lotto DVL | Davitamon-Lotto DVL | Davitamon-Lotto DVL |
| --------------------------- | ------------------- | ------------------- | ------------------- | ------------------- |
| Nr                          |                     | Ålder               |                     | Pos.                |
| 61                          | Cadel Evans         | 29                  | Australien          | 5                   |
| 62                          | Mario Aerts         | 31                  | Belgien             | 106                 |
| 63                          | Christophe Brandt   | 29                  | Belgien             | 40                  |
| 64                          | Chris Horner        | 34                  | USA                 | 64                  |
| 65                          | Robbie McEwen       | 34                  | Australien          | 116                 |
| 66                          | Fred Rodriguez      | 32                  | USA                 | DNF                 |
| 67                          | Gert Steegmans      | 25                  | Belgien             | 137                 |
| 68                          | Johan Vansummeren   | 25                  | Belgien             | 112                 |
| 69                          | Wim Vansevenant     | 34                  | Belgien             | 139                 |
| Sportdirektör: Geert Coeman |                     |                     |                     |                     |

| Phonak Hearing Systems PHO   | Phonak Hearing Systems PHO | Phonak Hearing Systems PHO | Phonak Hearing Systems PHO | Phonak Hearing Systems PHO |
| ---------------------------- | -------------------------- | -------------------------- | -------------------------- | -------------------------- |
| Nr                           |                            | Ålder                      |                            | Pos.                       |
| 71                           | Floyd Landis               | 30                         | USA                        | 1                          |
| 72                           | Bert Grabsch               | 31                         | Tyskland                   | 107                        |
| 73                           | Robert Hunter              | 29                         | Sydafrika                  | DNF                        |
| 74                           | Nicolas Jalabert           | 33                         | Frankrike                  | 103                        |
| 75                           | Martin Perdiguero          | 33                         | Spanien                    | DNF                        |
| 76                           | Axel Merckx                | 33                         | Belgien                    | 31                         |
| 77                           | Koos Moerenhout            | 32                         | Nederländerna              | 62                         |
| 78                           | Alexandre Moos             | 33                         | Schweiz                    | 97                         |
| 79                           | Victor Hugo Peña           | 31                         | Colombia                   | 122                        |
| Sportdirektör: John Lelangue |                            |                            |                            |                            |

| Lampre-Fondital LAM             | Lampre-Fondital LAM   | Lampre-Fondital LAM | Lampre-Fondital LAM | Lampre-Fondital LAM |
| ------------------------------- | --------------------- | ------------------- | ------------------- | ------------------- |
| Nr                              |                       | Ålder               |                     | Pos.                |
| 81                              | Damiano Cunego        | 24                  | Italien             | 12                  |
| 82                              | Alessandro Ballan     | 26                  | Italien             | 67                  |
| 83                              | Daniele Bennati       | 25                  | Italien             | DNF                 |
| 84                              | Marzio Bruseghin      | 32                  | Italien             | 20                  |
| 85                              | Salvatore Commesso    | 31                  | Italien             | 57                  |
| 86                              | Daniele Righi         | 30                  | Italien             | 109                 |
| 87                              | Paolo Tiralongo       | 28                  | Italien             | 70                  |
| 88                              | Tadej Valjavec        | 29                  | Slovenien           | 17                  |
| 89                              | Patxi Vila Errandonea | 30                  | Spanien             | 22                  |
| Sportdirektör: Giuseppe Saronni |                       |                     |                     |                     |

| Caisse d'Epargne-Illes Balears CEI          | Caisse d'Epargne-Illes Balears CEI | Caisse d'Epargne-Illes Balears CEI | Caisse d'Epargne-Illes Balears CEI | Caisse d'Epargne-Illes Balears CEI |
| ------------------------------------------- | ---------------------------------- | ---------------------------------- | ---------------------------------- | ---------------------------------- |
| Nr                                          |                                    | Ålder                              |                                    | Pos.                               |
| 91                                          | Alejandro Valverde                 | 26                                 | Spanien                            | DNF                                |
| 92                                          | David Arroyo                       | 26                                 | Spanien                            | 21                                 |
| 93                                          | Florent Brard                      | 30                                 | Frankrike                          | DNF                                |
| 94                                          | Isaac Galvez                       | 31                                 | Spanien                            | DNF                                |
| 95                                          | José Garcia                        | 33                                 | Spanien                            | 115                                |
| 96                                          | Vladimir Karpets                   | 25                                 | Ryssland                           | 30                                 |
| 97                                          | Oscar Pereiro Sio                  | 28                                 | Spanien                            | 2                                  |
| 98                                          | Nicolas Portal                     | 27                                 | Frankrike                          | 100                                |
| 99                                          | Xabier Zandio                      | 29                                 | Spanien                            | 33                                 |
| Sportdirektör: José Miguel Echavarri Garcia |                                    |                                    |                                    |                                    |

| Quick Step-Innergetic QSI       | Quick Step-Innergetic QSI | Quick Step-Innergetic QSI | Quick Step-Innergetic QSI | Quick Step-Innergetic QSI |
| ------------------------------- | ------------------------- | ------------------------- | ------------------------- | ------------------------- |
| Nr                              |                           | Ålder                     |                           | Pos.                      |
| 101                             | Tom Boonen                | 25                        | Belgien                   | DNF                       |
| 102                             | Wilfried Cretskens        | 30                        | Belgien                   | DNF                       |
| 103                             | Steven De Jongh           | 28                        | Nederländerna             | DNF                       |
| 104                             | Juan Manuel Garate        | 30                        | Spanien                   | 72                        |
| 105                             | Filippo Pozzato           | 24                        | Italien                   | 133                       |
| 106                             | José Rujano Guillen       | 24                        | Venezuela                 | DNF                       |
| 107                             | Bram Tankink              | 27                        | Nederländerna             | 94                        |
| 108                             | Matteo Tosatto            | 32                        | Italien                   | 125                       |
| 109                             | Cédric Vasseur            | 35                        | Frankrike                 | 95                        |
| Sportdirektör: Patrick Lefevere |                           |                           |                           |                           |

| Crédit Agricole C.A         | Crédit Agricole C.A | Crédit Agricole C.A | Crédit Agricole C.A | Crédit Agricole C.A |
| --------------------------- | ------------------- | ------------------- | ------------------- | ------------------- |
| Nr                          |                     | Ålder               |                     | Pos.                |
| 111                         | Pietro Caucchioli   | 30                  | Italien             | 16                  |
| 112                         | Alexandr Botjarov   | 31                  | Ryssland            | 49                  |
| 113                         | Anthony Charteau    | 27                  | Frankrike           | 114                 |
| 114                         | Julian Dean         | 31                  | Nya Zeeland         | 128                 |
| 115                         | Jimmy Engoulvent    | 26                  | Frankrike           | DNF                 |
| 116                         | Patrice Halgand     | 32                  | Frankrike           | 48                  |
| 117                         | Sébastien Hinault   | 32                  | Frankrike           | 113                 |
| 118                         | Thor Hushovd        | 28                  | Norge               | 121                 |
| 119                         | Christophe Le Mevel | 25                  | Frankrike           | 76                  |
| Sportdirektör: Roger Legeay |                     |                     |                     |                     |

| Euskaltel-Euskadi EUS           | Euskaltel-Euskadi EUS | Euskaltel-Euskadi EUS | Euskaltel-Euskadi EUS | Euskaltel-Euskadi EUS |
| ------------------------------- | --------------------- | --------------------- | --------------------- | --------------------- |
| Nr                              |                       | Ålder                 |                       | Pos.                  |
| 121                             | Iban Mayo             | 28                    | Spanien               | DNF                   |
| 122                             | Iker Camaño           | 27                    | Spanien               | 35                    |
| 123                             | Unai Etxebarría       | 33                    | Venezuela             | 127                   |
| 124                             | Aitor Hernández       | 24                    | Spanien               | 136                   |
| 125                             | Iñaki Isasi           | 29                    | Spanien               | 71                    |
| 126                             | Íñigo Landaluze       | 29                    | Spanien               | 50                    |
| 127                             | David López           | 25                    | Spanien               | DNF                   |
| 128                             | Gorka Verdugo         | 27                    | Spanien               | 75                    |
| 129                             | Haimar Zubeldia       | 29                    | Spanien               | 9                     |
| Sportdirektör: Miguel Madaragia |                       |                       |                       |                       |

| Cofidis, Le Crédit par Téléphone COF | Cofidis, Le Crédit par Téléphone COF | Cofidis, Le Crédit par Téléphone COF | Cofidis, Le Crédit par Téléphone COF | Cofidis, Le Crédit par Téléphone COF |
| ------------------------------------ | ------------------------------------ | ------------------------------------ | ------------------------------------ | ------------------------------------ |
| Nr                                   |                                      | Ålder                                |                                      | Pos.                                 |
| 131                                  | David Moncoutié                      | 31                                   | Frankrike                            | 58                                   |
| 132                                  | Stéphane Augé                        | 31                                   | Frankrike                            | 123                                  |
| 133                                  | Jimmy Casper                         | 28                                   | Frankrike                            | 138                                  |
| 134                                  | Sylvain Chavanel                     | 27                                   | Frankrike                            | 45                                   |
| 135                                  | Arnaud Coyot                         | 24                                   | Frankrike                            | 130                                  |
| 136                                  | Cristian Moreni                      | 33                                   | Italien                              | 44                                   |
| 137                                  | Ivan Parra                           | 30                                   | Colombia                             | 43                                   |
| 138                                  | Rik Verbrugghe                       | 31                                   | Belgien                              | DNF                                  |
| 139                                  | Bradley Wiggins                      | 26                                   | Storbritannien                       | 124                                  |
| Sportdirektör: Eric Boyer            |                                      |                                      |                                      |                                      |

| Saunier Duval-Prodir SDV      | Saunier Duval-Prodir SDV | Saunier Duval-Prodir SDV | Saunier Duval-Prodir SDV | Saunier Duval-Prodir SDV |
| ----------------------------- | ------------------------ | ------------------------ | ------------------------ | ------------------------ |
| Nr                            |                          | Ålder                    |                          | Pos.                     |
| 141                           | Gilberto Simoni          | 34                       | Italien                  | 60                       |
| 142                           | David Cañada             | 31                       | Spanien                  | DNF                      |
| 143                           | David De La Fuente       | 25                       | Spanien                  | 56                       |
| 144                           | José Gómez Marchante     | 26                       | Spanien                  | DNF                      |
| 145                           | Ruben Lobato             | 27                       | Spanien                  | 46                       |
| 146                           | David Millar             | 29                       | Storbritannien           | 59                       |
| 147                           | Riccardo Riccò           | 22                       | Italien                  | 98                       |
| 148                           | Christophe Rinero        | 32                       | Frankrike                | 41                       |
| 149                           | Francisco Ventoso        | 24                       | Spanien                  | 78                       |
| Sportdirektör: Mauro Gianetti |                          |                          |                          |                          |

| Française des Jeux FDJ     | Française des Jeux FDJ | Française des Jeux FDJ | Française des Jeux FDJ | Française des Jeux FDJ |
| -------------------------- | ---------------------- | ---------------------- | ---------------------- | ---------------------- |
| Nr                         |                        | Ålder                  |                        | Pos.                   |
| 151                        | Sandy Casar            | 27                     | Frankrike              | 69                     |
| 152                        | Carlos da Cruz         | 31                     | Frankrike              | 77                     |
| 153                        | Bernhard Eisel         | 25                     | Österrike              | 108                    |
| 154                        | Philippe Gilbert       | 23                     | Belgien                | 110                    |
| 155                        | Sébastien Joly         | 27                     | Frankrike              | DNF                    |
| 156                        | Gustav Larsson         | 25                     | Sverige                | 105                    |
| 157                        | Thomas Lövkvist        | 22                     | Sverige                | 63                     |
| 158                        | Christophe Mengin      | 37                     | Frankrike              | 131                    |
| 159                        | Benoît Vaugrenard      | 24                     | Frankrike              | 87                     |
| Sportdirektör: Marc Madiot |                        |                        |                        |                        |

| Team Liquigas LIQ             | Team Liquigas LIQ | Team Liquigas LIQ | Team Liquigas LIQ | Team Liquigas LIQ |
| ----------------------------- | ----------------- | ----------------- | ----------------- | ----------------- |
| Nr                            |                   | Ålder             |                   | Pos.              |
| 161                           | Danilo Di Luca    | 30                | Italien           | DNF               |
| 162                           | Michael Albasini  | 25                | Schweiz           | 118               |
| 163                           | Magnus Bäckstedt  | 31                | Sverige           | DNF               |
| 164                           | Patrick Calcagni  | 28                | Schweiz           | 129               |
| 165                           | Kjell Carlström   | 29                | Finland           | 132               |
| 166                           | Stefano Garzelli  | 33                | Italien           | 55                |
| 167                           | Matej Mugerli     | 25                | Slovenien         | 119               |
| 168                           | Luca Paolini      | 29                | Italien           | 101               |
| 169                           | Manuel Quinziato  | 26                | Italien           | 80                |
| Sportdirektör: Roberto Amadio |                   |                   |                   |                   |

| Bouygues Télécom BTL                | Bouygues Télécom BTL | Bouygues Télécom BTL | Bouygues Télécom BTL | Bouygues Télécom BTL |
| ----------------------------------- | -------------------- | -------------------- | -------------------- | -------------------- |
| Nr                                  |                      | Ålder                |                      | Pos.                 |
| 171                                 | Thomas Voeckler      | 27                   | Frankrike            | 89                   |
| 172                                 | Walter Bénéteau      | 33                   | Frankrike            | 111                  |
| 173                                 | Laurent Brochard     | 38                   | Frankrike            | DNF                  |
| 174                                 | Pierrick Fédrigo     | 27                   | Frankrike            | 29                   |
| 175                                 | Anthony Geslin       | 26                   | Frankrike            | 88                   |
| 176                                 | Laurent Lefèvre      | 29                   | Frankrike            | 38                   |
| 177                                 | Jérôme Pineau        | 26                   | Frankrike            | 83                   |
| 178                                 | Didier Rous          | 35                   | Frankrike            | 73                   |
| 179                                 | Matthieu Sprick      | 24                   | Frankrike            | 51                   |
| Sportdirektör: Jean-René Bernaudeau |                      |                      |                      |                      |

| Team Milram MRM                 | Team Milram MRM | Team Milram MRM | Team Milram MRM | Team Milram MRM |
| ------------------------------- | --------------- | --------------- | --------------- | --------------- |
| Nr                              |                 | Ålder           |                 | Pos.            |
| 181                             | Erik Zabel      | 35              | Tyskland        | 86              |
| 182                             | Mirko Celestino | 32              | Italien         | DNF             |
| 183                             | Ralf Grabsch    | 33              | Tyskland        | 102             |
| 184                             | Andrij Grivko   | 22              | Ukraina         | DNF             |
| 185                             | Maxim Iglinsky  | 25              | Kazakstan       | DNF             |
| 186                             | Christian Knees | 25              | Tyskland        | 104             |
| 187                             | Fabio Sacchi    | 32              | Italien         | DNF             |
| 188                             | Björn Schröder  | 25              | Tyskland        | 81              |
| 189                             | Marco Velo      | 32              | Italien         | 99              |
| Sportdirektör: Gianluigi Stanga |                 |                 |                 |                 |

| Agritubel AGR               | Agritubel AGR         | Agritubel AGR | Agritubel AGR | Agritubel AGR |
| --------------------------- | --------------------- | ------------- | ------------- | ------------- |
| Nr                          |                       | Ålder         |               | Pos.          |
| 191                         | Juan Miguel Mercado   | 27            | Spanien       | DNF           |
| 192                         | Manuel Calvente       | 29            | Spanien       | 90            |
| 193                         | Cédric Coutouly       | 26            | Frankrike     | 134           |
| 194                         | Moises Duenas         | 25            | Spanien       | 61            |
| 195                         | Eduardo Gonzalo       | 22            | Spanien       | 117           |
| 196                         | Christophe Laurent    | 28            | Frankrike     | 126           |
| 197                         | José Alberto Martinez | 29            | Spanien       | DNF           |
| 198                         | Samuel Plouhinec      | 30            | Frankrike     | DNF           |
| 199                         | Benoît Salmon         | 32            | Frankrike     | 39            |
| Sportdirektör: David Fornes |                       |               |               |               |

## Fakta om cyklisterna
- 26 länder representerades. Frankrike har mest med 36.
- Bouygues Télécom är enda lag med alla cyklister från samma land.
- Team CSC är enda lag utan cyklister från lagets hemland (Danmark)
- 31 cyklister har redan kört igenom Giro d'Italia 2006: Jekimov, Padrnos, Rubiera, Savoldelli, Julich, Lombardi, Sastre, Voigt, Kessler, Calzati, Pena, Cunego, Bruseghin, Tiralongo, Valjavec, Vila Errandonea, Garate, Botjarov, Halgand, Lopez, Parra, Simoni, Lobato, Casar, da Cruz, Larsson, Di Luca, Calcagni, Lefevre, Knees, Sacchi
- 11 cyklister deltog i Girot men kom inte i mål: Gontjar, Rogers, Scholz, Rasmussen, Brandt, McEwen, Merckx, Rujano, Moreni, Verbrugghe, Gilbert
- Eftersom Jan Ullrich inte startade, blev det första gången sedan 1999 som inte loppet innehöll en tidigare vinnare.
- Fem cyklister har vunnit ett tre-veckors etapplopp tidigare: Garzelli (Giro 2000), Simoni (Giro 2001 och 2003), Savoldelli (Giro 2002 och 2005), Cunego (Giro 2004) och Mensjov (Vuelta 2005)
- Tre cyklister har vunnit poängtävlingen i Tour de France: Zabel (1996 till 2001), McEwen (2002 och 2004) och Hushovd (2005)
- Två cyklister har vunnit berspristävlingen i Tour de France: Rinero (1998) och Rasmussen (2005)
- Fyra cyklister har vunnit U25 tävlingen i Tour de France: Salmon (1999), Mensjov (2003), Karpets (2004) och Popovytj (2005)
- Elva cyklister har haft den gula ledartröjan förut: Vasseur, Zabel, O'Grady, Millar, Moreau, Voigt, Pena, Hushovd, McEwen, Voeckler och Zabriskie.
- Cyklister som bar den gula ledartröjan för första gången under Touren 2006: Hincapie, Boonen, Gontjar, Dessel, Landis och Pereiro.
- Cyklister som redan hade en etappseger i Tour de France: Jekimov, Zabel, Boogerd, Vasseur, Brochard, Mengin, Rous, O'Grady, Bäckstedt, Guerini, Commesso, McEwen, Millar, Dekker, Moreau, Verbrugghe, Voigt, Freire, Halgand, Hushovd, Mayo, Flecha, Sastre, Simoni, Boonen, Pozzato, Moncoutié, Mercado, Zabriskie, Weening, Rasmussen, Valverde, Totschnig, Hincapie, Pereiro och Savoldelli.
- Nya etappvinnare under Touren: Casper, Kessler, Gontjar, Calzati, Mensjov, Popovytj, Fedrigo, Schleck och Landis.
- Den kortaste cyklisten i klungan var: Samuel Dumoulin.
- Den längsta cyklisten i klungan var: Johan Vansummeren.